# Binitarismo

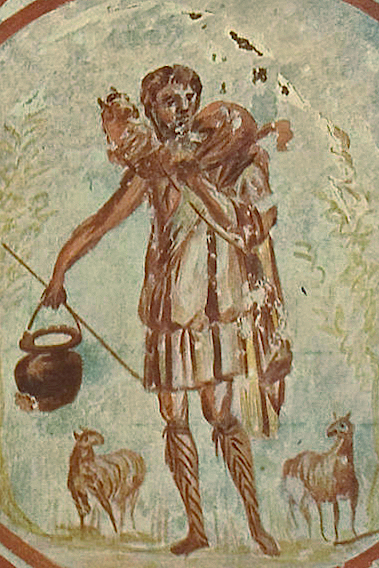
Pastor de Hermas, siglo en las catacumbas de Roma.

El binitarismo o binitarianismo es una teología cristiana de dos personas o dos aspectos en una Divinidad/de sustancia (o Dios). Clásicamente, el binitarismo es entendido como una forma de monoteísmo—es decir, que Dios es absolutamente un ser y sin embargo, con el binitarianismo hay una "dobledad" en Dios o un Dios en dos personas.
Las otras formas comunes de monoteísmo en el cristianismo son "unitarismo", una creencia en un Dios con una persona, y "trinitarismo", una creencia en un Dios con tres personas.

## Opiniones académicas de la teología cristiana primitiva

### Origen del término
En 1898, el teólogo alemán Friedrich Loofs utilizó el término "binitarismo monoteísta" en su artículo titulado en alemán Realencyklopädie für protestantische Theologie und Kirche, esto para hablar de una etapa temprana del cristianismo donde se pensaba a Cristo no como una preexistencia (lgoς), sino como πνευμα (ser espiritual) distinto de Dios que comenzaba al morar a Jesús-hombre. Loofs asocia el binitarismo con el concepto alemán Geistchristologie, que expone como predecesor de la teología trinitaria conciliar.

El término "binitarismo" entonces fue adoptado por Waldemar Macholz, estudiante de Loofs cercano a hablantes del latín. Posteriormente fue adoptado por Adolf Harnack, profesor de Loofs y popularizado en la Academia de teología por Joseph Barbel, Georg Kretschmar, Harry Wolfson, Raniero Cantalamessa, Manlio Simonetti y otros más. Dentro de esta concepción, el término binitarismo utilizado por Friedrich Loofs hace referencia a la incapacidad de explicar la diferencia entre el Hijo y el Espíritu. 

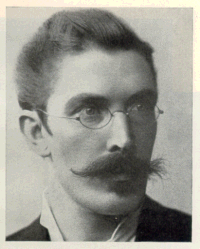
Friedrich Loofs (1858-1928), teólogo alemán, precursor en la utilización de la palabra binitarianismo.

#### «Doctrina primitiva» para la teología alemana
Friedrich Loofs y Ferdinand Christian Baur (personajes adherentes a la visión eurocéntrica hegeliana sobre la historia de la filosofía que excluía las filosofías de Asia, África y Oriente) veían al binitarismo como una doctrina primitiva de los cristianos judíos, y que según sus concepciones necesitaban la interferencia del pensamiento griego representado por Clemente y Orígenes para pasar a la articulación de la doctrina de la Trinidad. Bogdan G. Bucur, doctor en estudios religiosos por la Universidad Marquette, en su estudio Early Christian Binitarianism, señala que los estudios de Loofs en torno a la creación del concepto de binitarismo no es hecho para describir objetivamente nociones de un fenómeno cristiano primitivo, sino para hablar de nociones con una carga teológica concreta, hablando de las constantes polémicas en torno a la trinidad que se crearon desde el 1700 por un cierto Matthieu Souverain, de quien se cree que su verdadero nombre es Jacques Souverain en los espacios académicos de teología y que apuntaban a estudios especializados y no solo meramente polémicos,
En el libro Le Platonisme dévoilé (año 1700), Jacques Souverain, un hugonote fallecido en Londres, desarrolla la idea de una supuesta corrupción del cristianismo pre-niceano por la cultura pagana. Doscientos años antes de las propuestas de Baur y Loofs, Souverain afirmaba el carácter negativo de la influencia platónica griega en el cristianismo, no viéndola como una necesidad, sino como una modificación de la doctrina cristiana primitiva, la cual posteriormente integraría alegorías que devendrían en la doctrina trinitaria. Su libro fue considerado como un emblema de la teología heterodoxa, recuperado por libres pensadores franceses.

### El monoteísmo binitario
Larry W. Hurtado, de la Universidad de Edimburgo, usa la palabra binitarian (binitario) para describir la posición de la devoción cristiana temprana a Dios, que atribuye al Hijo (Jesús) una exaltación que en el judaísmo estaría reservada solo para Dios, mientras afirmaba aún como en el judaísmo Dios es uno y está solo para ser adorado. Él escribe:
"... hay un vínculo y una subordinación bastante consistentes de Jesús con Dios 'el Padre' en estos círculos, evidentes incluso en los textos cristianos de las últimas décadas del siglo I que son comúnmente considerados como una cristología muy "elevada", tales como el Evangelio de Juan y el Apocalipsis. Es por eso que me referí a esta devoción a Jesús como una forma "binitaria" de monoteísmo: hay dos figuras distinguibles (Dios y Jesús), pero se encuentran en una relación mutua que parece destinada a evitar el diteísmo de dos dioses."
Hurtado no cita el "binitarismo" como una antítesis del cristianismo de Nicea, sino más bien como una indicación de que los primeros cristianos, antes de Nicea, eran monoteístas (como lo demuestra su singular referencia al Padre como Dios) y, sin embargo, también devotos de Jesús como preexistente, co-eterno, el creador, encarnando el poder de Dios, por quien el Padre se revela y en cuyo nombre sólo el Padre es adorado. Él escribe: "El lugar central dado a Jesús ... y ... su preocupación por evitar el diteísmo reverenciando a Jesús de manera bastante consistente con referencia al 'Padre', se combinan para dar forma al patrón de devoción 'binitario' proto-ortodoxo. Jesús es verdaderamente reverenciado como divino."
La opinión de Hurtado podría interpretarse como una exigencia de que, en esta etapa del desarrollo de la comprensión de la Iglesia, podría decirse que Dios es una persona (el Padre) y un ser; y que Jesús es distinto del Padre, era preexistente con Dios, y también se originó de Dios sin convertirse en un ser separado de él, por lo que él es Dios (el Hijo). Esta visión de un patrón binitario de devoción postularía una unidad del ser de Dios y una unidad del objeto de adoración, que simpatiza con su visión predecesora en el judaísmo, también muestra una pluralidad de identidades simultáneas que simpatiza con su sucesor en el trinitarismo. Es un desarrollo de la comprensión de Cristo, en otras palabras, del cual surgieron varias comprensiones en el curso del desarrollo, que eventualmente entraron en conflicto el uno con el otro.

Antes del influyente trabajo de Hurtado, una teoría académica clásica del binitarismo era que el Espíritu Santo era visto como en cierto sentido idéntico al Hijo, o encarnado únicamente en él. El Pastor de Hermas, entre otras fuentes, se cita para apoyar la teoría. En una de las parábolas, por ejemplo, un ángel declara:
El Espíritu Santo preexistente, que creó toda la creación, Dios hizo que viviera en la carne que él deseaba. Esta carne, por lo tanto, en la cual el Espíritu Santo vivió sirvió bien al Espíritu, viviendo en santidad y pureza, sin profanar el Espíritu de ninguna manera. ... había vivido honorable y castamente, y había trabajado con el Espíritu y cooperado con él en todo.
Bogdan G. Bucur señala que para los primeros cristianos era posible que el Espíritu Santo no fuera representado como "un tercer poder divino en el cielo", Bucur retoma a Hurtado y dice que su aproximación a la experiencia religiosa como factor para unir la devoción del monoteísmo judío con la adoración temprana hacia Jesús es un factor clave, dicha experiencia religiosa era a menudo nombrada en los textos bíblicos como "estar en el Espíritu" o "lleno del Espíritu" y es lo que podría hacer posible la concepción de un "monoteísmo binitario" que integra la idea de la "Salvación en Jesús".
La teoría clásica de la teología binitaria cristiana, asumida por la mayoría de las definiciones de diccionario de binitarianismo, afirma que algunos cristianos primitivos concibieron el Espíritu como salir de Dios creador, y es el creador: una persona del ser de Dios, que también vivió en Jesús (o según otras fuentes, parece ser preexistente de Jesús, naturaleza divina). Este punto de vista también afirma que el mismo Espíritu se le da a los hombres, convirtiéndolos en una nueva creación y compartiendo la misma esperanza de resurrección y exaltación. Esta interpretación de la creencia cristiana primitiva se cita a menudo en contraste con el trinitarianismo. Sin embargo, los trinitarios citan las mismas fuentes que los ejemplos del monoteísmo cristiano pre-niceano, no ortodoxo, sino "proto-ortodoxo", es decir, una de las varias versiones que existían entre los cristianos, que explican el monoteísmo como una pluralidad (Padre, Hijo, Espíritu) en un solo ser, antes del asentamiento de la ortodoxia en el cristianismo.

## Historia
Muchos binitarianos de las "Iglesias de Dios" creen que su perspectiva de cristología refleja con mayor precisión la de los cristianos judíos "originales". El teólogo Larry W. Hurtado ha expresado que "el culto cristiano más antiguo especifica dos figuras, Dios y Jesús, como recipientes". 
Cerca del final del siglo II, Melitón de Sardes (que los católicos y otros consideran un santo) escribió: "Ningún ojo puede verlo, ni el pensamiento lo aprehenderá, ni el lenguaje lo describe a Él. Y los que lo aman hablan de Él así: Padre y Dios de la verdad" (Discurso que estuvo en presencia de Antonino Pío). Melitón también escribió: "Porque las obras hechas por Cristo después de su bautismo, y especialmente sus milagros, dieron indicios y seguridad al mundo de la Deidad escondida en su carne. Porque, siendo a la vez Dios y hombre perfecto igualmente ... Él ocultó los signos de Su Deidad, aunque era el Dios verdadero existente antes de todas las edades" . Esto puede ser interpretado como la consideración que Melitón hacía de Cristo como Dios, así como también en torno al Padre.

## Iglesias binitarias contemporáneas

### Millerismo adventista
Después de que Elena G. White ganara influencia en el movimiento millerista estadounidense, en 1858 se fundó la Iglesia de Dios (Séptimo Día), la cual es sus inicios tenía posiciones ambivalentes, pero en donde había miembros partidarios de una cristología unitaria y otros a favor de binitarismo en los estados del medio oeste de Míchigan e Iowa, separándose del grupo de adventistas que en 1863 fundó la Iglesia Adventista del Séptimo Día. Más tarde, en 1897, Elena G. White publicó un panfleto que declaraba al Espíritu Santo "la tercera persona de la Deidad". La Universidad Andrews, una institución adventista para el aprendizaje superior, sugiere que los Adventistas del Séptimo Día estaban inclinados hacia el binitarianismo antes de esto, que Gerhard Pfandl describe con el término "semi-arriano".

### Movimiento «Iglesias de Dios»
Por la mitad última del siglo XIX, el binitarianismo estuvo sostenido por un grupo relativamente pequeño de denominaciones eclesiásticas. Actualmente, es una teología esencialmente sostenida solo por algunos grupos Iglesia de Dios 7º día. La denominación protestante más grande que parece sostener una posición teológica cercana al binitarismo, pero sin expresarlo explícitamente, es la Conferencia General de la Iglesia de Dios (Séptimo Día).
La Iglesia de Dios (Séptimo Día) mantiene una posición cercana al binitarianismo, una vez que a través de sus variados Concilios durante el siglo XX se aceptó la divinidad de Jesucristo, además de declarar su preexistencia eterna "engendrado, no creado"; sin embargo la organización se declara a sí misma como de "credo abierto" y hay tentativas de tocar la modificación doctrinal en cada etapa conciliar, además de contar con congregaciones y miembros que están más orientados hacia una concepción trinitaria. La organización concibe la teología respecto a Dios como Uno en dos personas distintas, el Padre y el Hijo, quedando el Espíritu Santo como el poder de Dios.
En un aspecto menos ortodoxo está el caso de la Iglesia de Dios Unida, grupo controversial por las enseñanzas que Herbert W. Armstrong formó en torno a la naturaleza de la divinidad.